# Molophilus parviclavus
Molophilus parviclavus är en tvåvingeart som beskrevs av Alexander 1979. Molophilus parviclavus ingår i släktet Molophilus och familjen småharkrankar.
Artens utbredningsområde är Ecuador. Inga underarter finns listade i Catalogue of Life.